# Josko

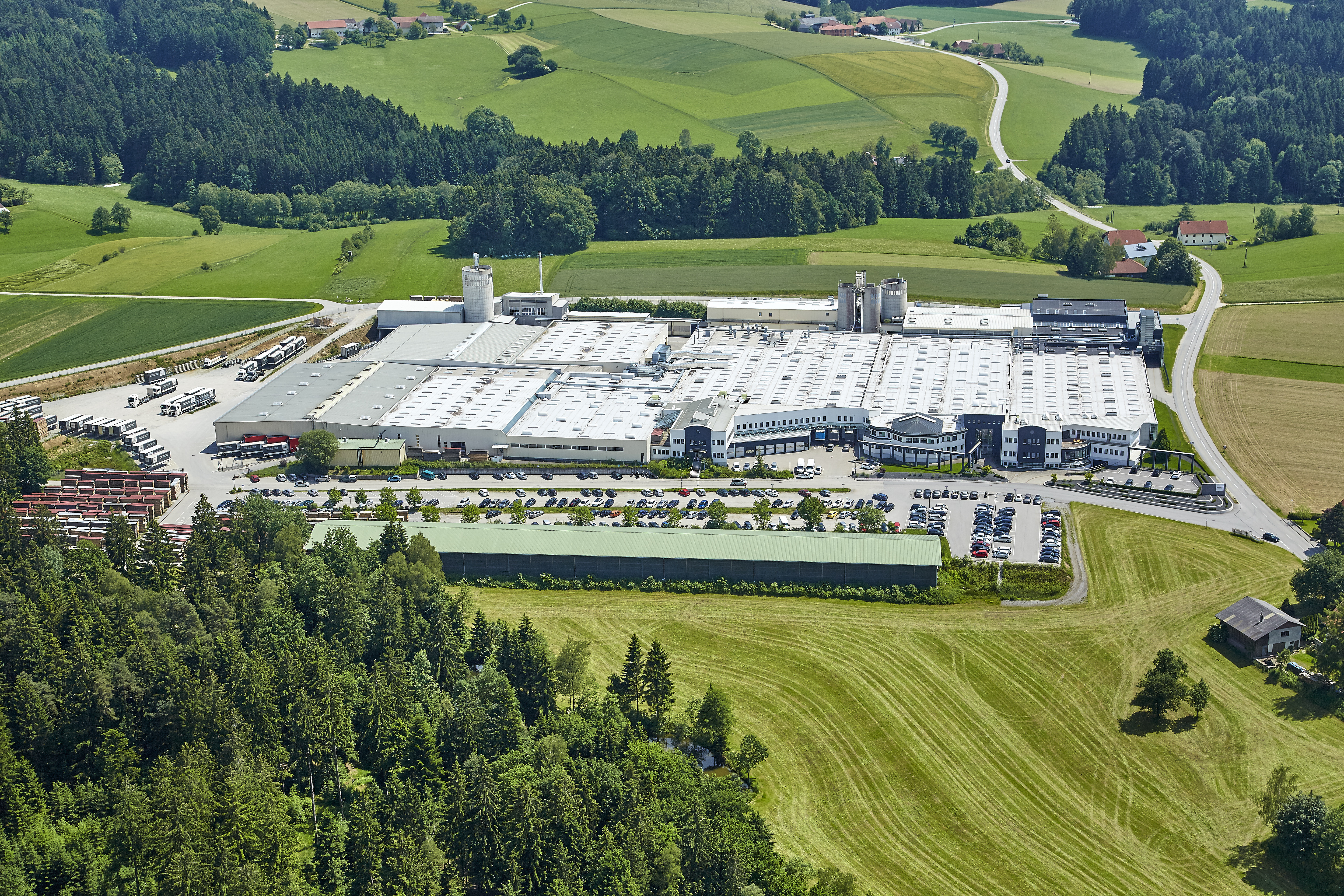
Josko Standort, Kopfing

Ehemaliges Logo

Die Josko Fenster und Türen GmbH ist der zweitgrößte Fenster- und Türenhersteller Österreichs mit Hauptsitz in Kopfing im Innkreis. Das Kerngeschäft von Josko liegt in der Herstellung und Vermarktung von Fenstern, Ganzglas-Systemen, Haus- und Innentüren sowie Sonnenschutz-Systemen im gehobenen Qualitätssegment.

## Unternehmen
Das Unternehmen beschäftigt über 1000 Mitarbeiter und erzielt einen Umsatz von über 215 Millionen Euro (Stand: 2022). Josko hat einen Marktanteil von 11,4 % am österreichischen Gesamtmarkt für Fenster und Türen und ist Marktführer bei Holz/Alu-Fenstern mit 17,7 %. 
Die Produktion erfolgt nach wie vor in den beiden Standorten Kopfing und Andorf. Seit der ersten Stunde werden bei Josko Lehrlinge in den verschiedensten Berufssparten ausgebildet. So absolvierten bisher über 350 Lehrlinge eine Lehre. 
Die Leitung des Familienunternehmens liegt in der Hand von Johann Scheuringer (Chief Executive Officer) als Sohn des Firmengründers und Mehrheitsgesellschafter sowie Thomas Litzlbauer in seiner Geschäftsführungsfunktion als Chief Financial Officer und Stefan Wagner, Enkel des Firmengründers, als Chief Sales Officer.

## Vertrieb
Das Josko-Vertriebssystem besteht aus mehr als 110 selbstständigen Vertriebspartnern in Österreich und Süddeutschland. Dieser Monomarken-Vertrieb erlaubt dem Vertriebspartner die alleinige Verantwortung über ein definiertes Gebiet. Außerdem verfügt Josko über Projektpartner in den Ländern Deutschland, Tschechien, Slowakei, Ungarn, Schweiz, Italien, Luxemburg, Niederlande, Großbritannien, Irland, USA und Kanada. Durch dieses flächendeckende Netzwerk sind die insgesamt 110 Josko Partner direkt vor Ort und können Kundenwünsche ohne Umwege erfüllen. Um Produkt- und Lebensqualität zu gewährleisten, schließt sich mit den Josko Montage- und ServicePartnern die Qualitäts- und Profikette.
Die Exportquote liegt derzeit bei 22 %.

## Geschichte
Der Firmenname setzt sich zusammen aus den Initialen des Gründers inkl. Ort, nämlich JOhann Scheuringer KOpfing. 1960 wurde hier die Firma Josko als klassische Tischlerei durch Kommerzialrat Johann Scheuringer sen. gegründet. Bereits 1970 begann die Konzentration auf die Produktion von Fenstern und Türen. Diese Spezialisierung führte zu einem raschen Wachstum. 1980 stieg das Unternehmen in den Markt für Kunststofffenster ein und gründete die Firma Ekutherm. Im Jahr 1982 ging in Kopfing Österreichs erste computergesteuerte Maßfensteranlage in Betrieb.
Im Jahr 1985 zerstörte ein Großbrand die gesamte Produktion von Josko am Ortsrand von Kopfing. Ein Jahr später wurde der Betrieb wieder aufgebaut. 1993 brachte Josko das erste Fenster mit verdecktem Beschlag auf den Markt.
1995 wurden erstmals Fenster mit Profilen aus eigener Entwicklung produziert. Im Jahr 2000 fusionierten Josko und Ekutherm zur Josko Fenster und Türen GmbH.
Im Jahr 2007 konnte Josko als seinen Marktanteil um 0,5 % auf 9,5 % erhöhen. Damit war Josko zum vierten Mal in Folge der Marktführer bei Holz- und Aluminiumfenstern.
2009 überschritt Josko zum ersten Mal in der Firmengeschichte die Umsatzgrenze von 100 Millionen Euro. Im ereignisreichen Jahr 2015 erfolgte neben der Aufnahme von Naturholzböden ins Produktprogramm auch der Ausstieg von Christa Wagner aus dem Unternehmen, welche als Ekutherm-Gründerin und bis dahin jahrelang als CEO die Führungsspitze des Unternehmens innehatte. Mit 1. Jänner 2016 übernahm ihr Bruder Johann Scheuringer jun. diese Verantwortung und leitete damit ein neues Kapitel der Josko-Geschichte ein.

## Preise und Auszeichnungen
- Annual Multimedia Award

2015: Silber in der Kategorie „Website/Portal“
- Red Dot Design Award

2009, 2012, 2015, 2019, 2022: insgesamt 6 Auszeichnungen
- German Design Award

zweimal, zuletzt 2022
- Energie Genie

2004, 2006, 2013: Dreifacher Gewinner des Innovationspreises
- Pegasus

1990, 1996: „Bester Gewerbebetrieb“
2010: Sonderpreis des Landes für Beschäftigung
- Staatspreis für Holzmarketing
- Innovationspreis für Bio-Niedrigenergie-Fenster
- Oberösterreichischer Umweltpreis (2006)
- „Bestes Familienunternehmen“ der Bezirksrundschau (2010)
- „Preis für Regionalität“ (2011) der Rundschau